# 1032
1032. је била проста година.

## Догађаји
- Википедија:Непознат датум — Владавина арапске династије Абадида у Севиљи у данашњој Шпанији (од 1023. до 1091).

- Пролеће – Цар Роман III (Аргир) шаље византијску војску под командом генерала Михаила Протоспатарија, која укључује западне помоћне трупе и елитне трупе Мале Азије, да ојача византијске положаје у Калабрији (Јужна Италија).
- 6. септембар – Краљ Рудолф III умире без наследника. Завештава целокупне своје поседе цару Конраду II (Старијем), шаљући му Свето копље и прстен Светог Маврикија, симболе бургундске инвеституре.
- Одо II, гроф од Шампање, напада Бургундију и заузима већи део краљевства за себе. Уз помоћ Хумберта I од Савоје, краљица удовица Ерменгарда (удовица Рудолфа III) бежи у Цирих.
- Зима – Конрад II са својом војском улази у Шампању и пустоши земљу – приморавајући Ода II да тражи мир и закуне се да ће напустити Бургундију. Епископи спречавају Конрада да преузме контролу над Бургундијом.
- Први помен Курска, у Русији, налази се у хагиографији Теодосија, који постаје монах у Кијевско-печерском манастиру.
- Октобар – Папа Јован XIX умире након 8-годишњег понтификата у Риму. Наслеђује га његов нећак Бенедикт IX као 145. папа Католичке цркве.

## Смрти
- Википедија:Непознат датум — Преподобни Симеон Нови Богослов